# Махалла (Кушониёнский район)
Махалла (тадж. Маҳалла) — село в Кушониёнском районе Хатлонской области Республики Таджикистан. Подчинен администрации джамоата посёлка Бохтариён.
Находится на расстоянии 20 км от райцентра (пгт. им. Исмоила Сомони) и 7 км от посёлка Бохтариён.
Население — 621 чел. (2017).